# Euphorbia valerianifolia
Euphorbia valerianifolia är en törelväxtart som beskrevs av Jean-Baptiste de Lamarck. Euphorbia valerianifolia ingår i släktet törlar, och familjen törelväxter. Inga underarter finns listade i Catalogue of Life.